# Jaromír Jermář
Jaromír Jermář (* 2. října 1956 Praha) je český historik a politik žijící v obci Klášter Hradiště nad Jizerou, v letech 2006 až 2018 senátor za obvod č. 38 – Mladá Boleslav.

## Životopis
V letech 1975–1980 studoval na Filosofické fakultě Univerzity Karlovy v Praze, v roce 1983 získal titul PhDr.
Od roku 1980 pracoval jako historik a etnograf v mladoboleslavském muzeu.
V roce 2005 byl uvolněn pro funkci krajského zastupitele. V říjnu 2006 se stal senátorem za obvod Mladoboleslavska a Turnovska za Českou stranu sociálně demokratickou.
V listopadu 2006 se stal místopředsedou senátního Výboru pro vzdělání, vědu, kulturu, lidská práva a petice a zároveň místopředsedou senátorského klubu ČSSD.
Ve volbách do Senátu PČR v roce 2018 již svůj mandát senátora neobhajoval.

## Hlavní zájmy
- činnost Československých legií
- historie vystěhovalectví
- regionální historie

Na tato témata publikoval řadu článků v různých periodikách. Známý byl jeho rozhlasový pořad „Boty toulavý“ se kterým seznamoval posluchače s podrobnou historií jednotlivých obcí na Mladoboleslavsku.

## Členství v organizacích
- Hasičský dobrovolný sbor Klášter Hradiště nad Jizerou,
- Obec baráčníků v Klášteře Hradišti nad Jizerou,
- Společnost přátel Lužice – pobočka Bílá Hlína,
- Československá obec legionářská – Jednota Mladá Boleslav